# Granica polsko-turecka
Granica polsko-turecka – granica międzypaństwowa pomiędzy Rzecząpospolitą (Korona) i Imperium Osmańskim i jego lennami (Siedmiogród, Mołdawia, Chanat Krymski) istniejąca w latach 1478–1792.
Granica powstała po zhołdowaniu przez Turcję Chanatu Krymskiego w 1475 roku i Hospodarstwa Mołdawskiego w 1478 roku, a w sposób bezpośredni po podbiciu przez Turków portów czarnomorskich (Białogród, Kilia, Chadżybej) w 1484 roku. W 1538 roku tureckie zdobycze nadczarnomorskie (tzw. Jedysan) zostały jeszcze powiększone o, zajęty przez Tatarów w 1492 roku, Oczaków. W 1541 roku zhołdowany został Siedmiogród.
Granica z tureckim lennem Siedmiogrodem zaczynała się w okolicy przełęczy Dukielskiej w Karpatach i biegła w kierunku południowo-wschodnim do miejsca styku granic Siedmiogrodu, Mołdawii i Polski – Rozrogi (Krecela 1853 m n.p.m.). Stąd biegła jako granica z Hospodarstwem Mołdawskim – rzeką Czeremosz do jej ujścia do Prutu następnie dochodziła do Dniestru, biegła jego nurtem w kierunku południowo-wschodnim do ujścia do niego rzeki Jahorlik, gdzie zaczynała swój bieg granica z wcielonym do Turcji Jedysanem. Następnie biegła ona rzeką Jahorlik w kierunku północnym w okolice miasta Bałta, następnie przyjmowała kierunek wschodni i biegła rzeką Kodyma do jej ujścia do Bohu do Koniecpola. Tu stykała się z granicą tureckiego lenna – Chanatem Krymskim. Biegła następnie w kierunku południowo-wschodnim przez Dzikie Pola do Dniepru (Tawań), potem na północ Dnieprem, następnie łukiem przez Zaporoże do miejsca styku z Rosją na Szlaku Murawskim. Taki przebieg granicy został potwierdzony pokojem w Chocimiu w 1621 roku. Wcześniej (XV-XVI w.) granica ta była kwestionowana przez obie strony. Zdaniem rządu polskiego całe pobrzeże czarnomorskie między Dniestrem i Dnieprem historycznie należało do Wielkiego Księstwa Litewskiego (a później Rzeczypospolitej) i jedynie chcąc zachować dobrosąsiedzkie stosunki z sułtanami osmańskimi „godzono się" na korzystanie przez Tatarów z tamtejszych pastwisk. Z kolei władze osmańskie twierdziły, że do Turcji należą Dzikie Pola na wschód od Sawrania i zlewiska Bohu (Ak su) z Siniuchą aż do Żółtych Wód (Sary su), tj. lewego dopływu Ingulca i wzdłuż jego biegu do Dniepru i Czarnego Morza, na zachód zaś do Sawrania granica biegnie w kierunku Degirmen Deresi (rz. Murachfa) aż do Dniestru (Turla).
Przebieg granicy uległ zmianie po wojnie polsko-tureckiej w 1672 roku (traktat buczacki). Na jego mocy włączono do Turcji województwa: podolskie, bracławskie i południową część kijowskiego. Nowa granica biegła od Dniestru (pozostawiając po stronie tureckiej Czerwonogród) w kierunku północno-wschodnim, na południe od Trembowli, pozostawiając po stronie tureckiej Płoskirów, Piławce, Machnówkę, Białą Cerkiew i dochodziła do granicy z Rosją na południe od Kijowa (należącego do Rosji od 1667 roku). Pokój karłowicki w 1699 przywrócił granice sprzed 1672 roku. Rzeczpospolita graniczyła wtedy tylko z tureckim lennem Mołdawią i Jedysanem.
Granica ta przetrwała do II rozbioru w 1792 roku.